# Kryłatowskij
Kryłatowskij (ros. Крылатовский) – osiedle w Rosji, w obwodzie swierdłowskim, w okręgu miejskim Rewdy. W 2010 liczyło 322 mieszkańców.